# F학점의 천재들
F학점의 천재들은 1982년 공개된 대한민국의 영화이다.

## 배역
- 손정환
- 원미경
- 기주봉
- 고창희
- 박연한
- 정지숙
- 임동진
- 김진규